# Lee Jong-wook
Lee Jong-wook, född 12 april 1945 i Seoul i Sydkorea, död 22 maj 2006 i Genève i Schweiz, var generaldirektör för Världshälsoorganisationen (WHO) 2003–2006.